# Infrastrutture (azienda)
Infrastrutture S.p.A. era una società finanziaria italiana, parte del gruppo Cassa Depositi e Prestiti.

## Storia
La società era stata fondata nel 2002 a seguito della Legge 112/02 con il compito di emettere titoli ed obbligazioni e svolgere operazioni di cartolarizzazione garantite dal patrimonio immobiliare pubblico (storico, artistico, demaniale, culturale ed archeologico) di proprietà di Patrimonio dello Stato S.p.A.. Le risorse così raccolte erano poi demandate al finanziamento, in compartecipazione con banche e altri intermediari, di infrastrutture e grandi opere pubbliche.
Con l'articolo 75 della Legge 289/02 viene stabilito che l'obiettivo prioritario della società è il finanziamento delle linee ferroviarie italiane ad alta velocità, soluzione per tentare di sgravare il costo dell'opera dal bilancio pubblico.
Viene stabilito che Rete Ferroviaria Italiana e TAV, i gestori della nuova infrastruttura, ripagheranno il debito con un "canone di esercizio" versato a Infrastrutture a partire dal 2009 sino al 2043 (Legge 289/02, articolo 75, comma 4): l'opera avrebbe dovuto essere pertanto realizzata in finanza di progetto, utilizzando i proventi derivanti dallo sfruttamento commerciale del sistema Av-Ac per il rimborso dei finanziamenti contratti con Infrastrutture S.p.A..
Con Legge 266/05, Infrastrutture S.p.A. viene incorporata in Cassa Depositi e Prestiti.
Con Legge 296/06 viene abrogato l'obbligo di destinare i ricavi del pedaggio della rete Av-Ac per il rimborso dei finanziamenti erogati da Infrastrutture. Secondo la ricostruzione de L'Espresso, la manovra è stata disposta anche per salvare i bilanci di Ferrovie dello Stato, quell'anno in rosso di 2 miliardi di euro: in questo modo, i pedaggi corrisposti dalle imprese ferroviarie sarebbero finiti nelle casse di RFI. Contestualmente gli oneri per capitale ed interessi dei titoli emessi e dei mutui contratti da Infrastrutture Spa fino alla data del 31 dicembre 2005 per il finanziamento degli investimenti per la realizzazione della infrastruttura ferroviaria ad alta velocità "Linea Torino-Milano-Napoli", nonché gli oneri delle relative operazioni di copertura, sono assunti direttamente a carico del bilancio dello Stato. La ragione della norma è da ricercarsi in due motivazioni: il project financing non era più praticabile, poiché erano stati sovrastimati i ricavi del traffico Av-Ac e, sulla base di questa errata considerazione, si era giunto ad un indebitamento notevole. Inoltre, tali debiti fino ad allora non erano stati inclusi nel bilancio dello Stato, ma la decisione di Eurostat ha portato a computare i bond emessi da Infrastrutture all'interno del debito pubblico italiano, anche perché coperti da garanzia dello Stato.
L'intenzione originale era dotare l'azienda di 36 miliardi di euro di fondi, sebbene abbia deciso di fermarsi a quota 12.95 (più 671.81 milioni di interessi sul debito), successivamente trasferiti al bilancio dello Stato.
Al 31 dicembre 2015, lo Stato ha ancora 8.60 miliardi di euro di titoli Infrastrutture da dover restituire, pari allo 0.42% del debito pubblico italiano.

## Altre attività
Infrastrutture inoltre ha finanziato:
- macrolotto 5, Autostrada A3
- il progetto Quadrilatero Marche Umbria
- Autostrada A33
- Passante di Mestre
- Tangenziale di Brescia e del raccordo autostradale di Cremona

## Fonti
- camera.it
- La partecipazione dei privati alle decisioni pubbliche, Giovanna Pizzanelli, Giuffrè
- Primo rapporto sulla finanza publica. Finanza pubblica e federalismo, Marco Nicolai, Maggioli
- Catturare il valore, Chiara Sumiraschi, Egea
- Banche d'azzardo, Albero Zoratti, goWare
- Criteri per le scelte pubbliche, Giorgio Brosio, Giuffrè